# Pawłohrad
Pawłohrad (ukr. Павлоград) – miasto na Ukrainie, w obwodzie dniepropetrowskim, w Donieckim Zagłębiu Węglowym, siedziba administracyjna rejonu pawłohradzkiego.

## Historia
Prawa miasta powiatowego Pawłohrad otrzymał w 1784 roku od Cesarzowej Wszechrusi Katarzyny II; miasto nazwano na cześć jej syna, cesarewicza Pawła. Miasto znajduje się pomiędzy czterema rzekami: Wołczą, Samarą, Hnizdką i Koczerhą.
Podczas okupacji hitlerowskiej, wiosną 1942 roku Niemcy utworzyli getto dla żydowskich mieszkańców. Przebywało w nim około 2500 osób. W czerwcu 1942 roku Niemcy zlikwidowali getto, a Żydów zamordowali na terenie obozu 359. Sprawcami zbrodni byli niemieccy żołnierze oraz łotewski oddział pomocniczy. 
W mieście rozwinął się przemysł maszynowy, chemiczny, lekki oraz meblarstwo.